# فيانويفا ديل ريو سيغورا
بلدية فيانويفا ديل ريو سيغورا (بالإسبانية: Villanueva del Río Segura) هي بلدية تقع في منطقة مرسية جنوب شرق إسبانيا.

## الديموغرافيا
بلغ عدد سكان بلدية فيانويفا ديل ريو سيغورا 2.396 نسمة عام 2011 (وفقاً للمعهد الوطني الإسباني للإحصاء).
| 1.469 | 1.555 | 1.580 | 1.803 | 2.042 | 2.270 | 2.396 |